# Pogostemon koehneanus
Pogostemon koehneanus là một loài thực vật có hoa trong họ Hoa môi. Loài này được (Muschl.) Press miêu tả khoa học đầu tiên năm 1982.